# Mistrzostwa Nordyckie w Zapasach 1973
Mistrzostwa odbyły się w fińskim Jyväskylä 14 kwietnia 1973 roku.

## Tabela medalowa
Gospodarz zawodów został zaznaczony kolorem.
| Poz. | Państwo   |    |    |    | Łącznie |
| ---- | --------- | -- | -- | -- | ------- |
| 1    | Finlandia | 5  | 2  | 1  | 8       |
| 2    | Szwecja   | 4  | 5  | 1  | 10      |
| 3    | Norwegia  | 1  | 1  | 6  | 8       |
| 4    | Dania     | 0  | 2  | 2  | 4       |
|      | Łącznie   | 10 | 10 | 10 | 30      |

## Wyniki

### Styl klasyczny
| Konkurencja            | Złoto            | Srebro            | Brąz                  |
| Kategoria do 48 kg     | Benni Ljungbeck  | Henning Holte     | Pekka Laakso          |
| Kategoria do 52 kg     | Kauko Naavala    | Ole Soerensen     | Palle Wede            |
| Kategoria do 57 kg     | Pertti Ukkola    | Per Lindholm      | Johnny Bjerke         |
| Kategoria do 63 kg     | Pekka Hjelt      | Roland Svensson   | Harald Hervig         |
| Kategoria do 68 kg     | Martti Laakso    | Kenneth Karlsson  | Oystein Davidsen      |
| Kategoria do 74 kg     | Jan Karlsson     | Kauno Maeaettae   | Per Nordlie           |
| Kategoria do 82 kg     | Pentti Salo      | Leif Andersson    | Oernulf Gustavsen     |
| Kategoria do 90 kg     | Keijo Manni      | Lars-Erik Nilsson | Svein Jonassen        |
| Kategoria do 100 kg    | Roland Andersson | Tore Hem          | Svend Erik Studsgaard |
| Kategoria ponad 100 kg | Einar Gundersen  | Aimo Mäenpää      | Lennart Svensson      |